# Эха (святой)
Эха (умер в 767 году) — иеромонах Крейкский. День памяти — 5 мая.
Святой Эха (Echa of Crayke), или Эта (Etha) был иеромонахом и отшельником. Он подвизался в Крейке, что около Йорка, Англия.